# Harmadidőszak
A harmadidőszak, más néven harmadkor vagy tercier földtörténeti időszak, a kainozoikum korábbi, mintegy 60 millió évig tartó szakasza. Időrendi sorrendben a következő korokra osztják: paleocén, eocén, oligocén, miocén és pliocén.